# Cryptopontius madeirensis
Cryptopontius madeirensis is een eenoogkreeftjessoort uit de familie van de Artotrogidae. De wetenschappelijke naam van de soort is voor het eerst geldig gepubliceerd in 2001 door Johnsson.